# Giovani Henrique Amorim da Silva
Giovani Henrique Amorim da Silva (Itaquaquecetuba, 1 de janeiro de 2004), conhecido apenas como Giovani, é um futebolista brasileiro que atua como atacante. Atualmente joga pelo Al-Sadd.

## Carreira

### Palmeiras
Nascido em Itaquaquecetuba, na Região Metropolitana de São Paulo, Giovani chegou às categorias de base do Palmeiras em 2014, aos dez anos.Em setembro de 2020, com apenas 16 anos, foi incluído na lista dos 50 convocados do elenco principal para a Copa Libertadores de 2020.
Giovani fez sua estreia no time em 3 de março de 2021, entrando como substituto tardio de Gustavo Scarpa no empate por 2 a 2 fora de casa pelo Campeonato Paulista contra o Corinthians. Em 1º de junho, ele renovou seu contrato até 2024. Fez sua estreia na Série A em 30 de novembro de 2021, começando e marcando o segundo gol de seu time na vitória por 3 a 1 fora de casa sobre o Cuiabá.

### Al-Sadd
Em junho de 2023, Giovani foi vendido ao Al-Sadd, do Catar. Segundo a ESPN Brasil, o atacante assinou um contrato de cinco anos e a venda foi selada por nove milhões de euros (cerca de 47 milhões de reais, na época). Em sua estreia pelo time saudita, sofreu uma grave lesão no joelho, o afastando dos gramados até o final da temporada. Fez seu primeiro gol pela equipe árabe em agosto de 2024.

## Seleção Brasileira

### Sub-20
Em 28 de abril de 2023, foi convocado por Ramon Menezes para representar a Seleção Brasileira Sub-20 na Copa do Mundo FIFA Sub-20.

## Títulos
Palmeiras

#### Categorias de Base
- Campeonato Paulista Sub-11: 2015
- Campeonato Paulista Sub-13: 2016
- Campeonato Paulista Sub-15: 2019
- Campeonato Paulista Sub-20: 2021
- Copa São Paulo de Futebol Júnior: 2022
- Campeonato Brasileiro Sub-20: 2022

#### Profissional
- Copa Libertadores da América: 2021
- Recopa Sul-Americana: 2022
- Campeonato Paulista: 2022 e 2023
- Campeonato Brasileiro: 2022 e 2023
- Supercopa do Brasil: 2023[9]